# Darko Božović
Darko Božović (in serbo Дарко Божовић?; Titograd, 6 agosto 1978) è un ex calciatore montenegrino, di ruolo portiere.

## Palmarès

### Club

#### Competizioni nazionali
- Coppa di Serbia: 2

Partizan: 2007-2008, 2008-2009
- Campionato serbo: 3

Partizan: 2007-2008, 2008-2009, 2009-2010